# Величайший детектив-паук
«Величайший детектив-паук» (англ. Inspector Sun & The Curse Of The Black Widow) ー полнометражный анимационный фильм. Фильм-номинант на премию Гойя.
Картина вышла в российский прокат 2 марта.

## Сюжет
Инспектор Сан — паук и величайший детектив в мире насекомых. Его смекалке, неординарности и безупречному стилю позавидовал бы сам Эркюль Пуаро. После поимки своего заклятого врага, Красной Саранчи, герой летит в долгожданный отпуск, но прямо на роскошном авиалайнере сталкивается с самым запутанным делом в своей карьере.

## Роли озвучивали
- Хесус Барреда
- Андреа Виллаверде
- Катерина Мартинес
- Чема Москосо
- Фернандо Гарсия Кабрера

## Маркетинг
Локализованный трейлер анимационного фильма был впервые опубликован в интернете в конце января 2023 года.

## Награды и номинации
- Номинация на премию Гойя;
- Номинация на премию CEC Award[4];
- Награда Сэмюэля Голдвина/ Samuel Goldwyn Award за сценарий[5].